# 제9회 카를로비바리 국제 영화제
제9회 카를로비바리 국제 영화제는 1956년 7월 12일에 열린 시상식이다.

## 수상 및 후보

### 대상(장편)
- If All the Men of the World - 크리스티앙 자크 수상

### 심사위원특별상(장편)
- Abyss - László Ranódy 수상
- A Half Pint of Beer - Félix Máriássy 수상

### 감독상(장편)
- 최상의 부분 - 이브 알레그레 수상

### 여우주연상(장편)
- Liberty - Rufina Nifontova 수상

### 남우주연상(장편)
- Ernst Thälmann - Sohn seiner Klasse - Günther Simon 수상

### 다큐멘터리상
- 피카소 - Luciano Emmer 수상
- Pod jednym niebem - Kurt Weber 수상